# Mist (mitologia)
Mist nella mitologia norrena è una valchiria.
Viene menzionata in Grímnismál nell'Edda poetica insieme a Hrist. Non si conosce nulla di lei ma secondo Rudolf Simek il suo nome, che significa appunto "Nebbia", è un riferimento all'antica parola norvegese "mistr".

## Cultura di massa
- Mist appare nel videogioco God of War Ragnarök dove viene inviata insieme a Hrist ad affrontare Kratos e Atreus.